# Golden Edge
Golden Edge (anteriormente Golden 2) es un canal de televisión por suscripción latinoamericano de origen mexicano, perteneciente a TelevisaUnivision, operado por su subsidiaria Televisa Networks. Transmite para toda Latinoamérica.

## Historia
El canal fue lanzado en 2003 como Golden 2 para complementar al canal Golden, en el mercado de Latinoamérica.
El 1 de marzo de 2010 el canal se renombra como Golden Edge.

## Programación
La programación de Golden Edge, consiste en la exhibición de series y películas dirigidas a un público especialmente para adolescentes, jóvenes y adultos.